# Marambo
Marambo è una circoscrizione rurale (rural ward) della Tanzania situata nel distretto di Nachingwea, regione di Lindi. Conta una popolazione di 8 764 abitanti (censimento 2012).